# 乃日平错
乃日平错（藏語：ནེ་རི་བུལ་མཚོ，威利转写：ne ri bul mtsho，THL：Neri Bültso）位于中国西藏自治区那曲市色尼区境内，湖滨为广阔的冲击平原，湖面海拔5420米，面积69.6平方公里。湖区年均气温0～2℃，年均降水量400～500毫米。湖水主要地表径流补给。